# Mons Hadley Delta

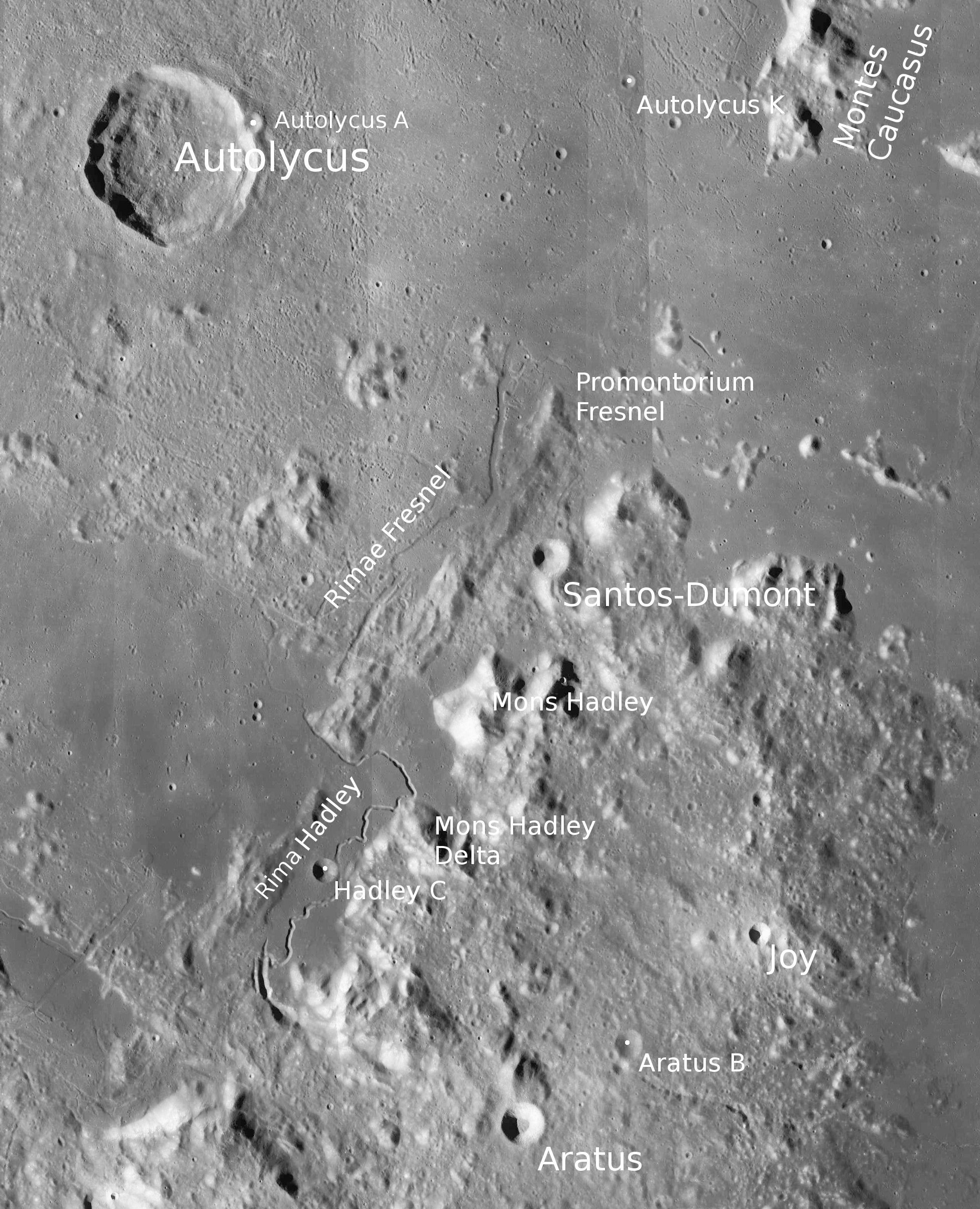
Poloha hory Mons Hadley Delta.

Mons Hadley Delta nebo Mons Hadley δ je horský masiv v severní části pohoří Montes Apenninus (Apeniny) jihovýchodně od Palus Putredinis (Bažina hniloby) na přivrácené straně Měsíce. Dosahuje výšky 3,5 km a leží na ploše o průměru cca 15 km, střední selenografické souřadnice jsou 25,7° S a 3,7° V.
Na úpatí hory se klikatí brázda Rima Hadley, která začíná u čtveřice malých kráterů Taizo, Jomo, Béla a Carlos. Severně se vinou brázdy Rimae Fresnel. Severo-severovýchodně se tyčí větší vrchol hory Mons Hadley vysoké 4,6 km. Za ním se nachází malý kráter Santos-Dumont, ještě dále pak mys Promontorium Fresnel. Jiho-jihovýchodně od Mons Hadley Delta leží kráter Aratus, přibližně východně Joy.

## Expedice
Na úpatí Mons Hadley Delta je místo přistání americké vesmírné mise Apollo 15 ve složení James Irwin a David Scott (1971). Třetí astronaut Alfred Worden zůstal na oběžné dráze Měsíce.

## Název
Horský masiv je pojmenován podle nedalekého vrcholu Mons Hadley, jenž získal jméno po anglickém konstruktérovi a staviteli astronomických přístrojů Johnu Hadleym.